# 谢智波
谢智波（1969年—），湖南耒阳人，汉族，中华人民共和国政治人物、第十二届全国人民代表大会福建地区代表。
早年退伍，在湖南耒阳老家务农。1998年，在福建福州当上了一名环卫工，加入中国共产党。2013年，担任全国人大代表。